# 中心位
中心位（ちゅうしんい、英: Centric relation）とは、右図に示すように、下顎が固定されている位置ではなく、左右の下顎頭がそれぞれの下顎窩のもっとも安定した位置に収まり、下顎が左右顎関節を軸として安定した回転運動を行うことができる、上顎に対する下顎の位置関係を示す歯科専門用語である。

## 意義
中心位は、左右の顎関節にコントロールされる上顎に対する下顎の位置関係で、下顎運動の基準位置として臨床に応用される。具体的には、中心位は、残存歯による咬頭嵌合位が得られない場合における補綴物咬合採得として利用され、さらに、咬合疾患に際して分析、診断、治療に応用される。

## 中心位に関する議論の歴史
中心位は、20世紀前半から歯科医学研究者に使用されてきている専門用語である。1935年、Schuylerは、中心位の早期接触が顎口腔系の病的変化と密接な関係があることを指摘した。1955年、McCollumは、中心位の経年的変化が少ないことを発見した。1956年、アメリカ歯科補綴用語委員会は、中心位を下顎最後方位とする定義を発表した。1968年、McCollumは、中心位にターミナル・ヒンジ・アキシスという概念を取り入れた新たな定義を提唱した。
中心位早期接触の是正方法については、McCollum、Stallard、Stuart、Thomas、Guichetらが言及し、Posselt、Ramfjordらが、中心位と顎関節症との関係について学説を展開している。
理想咬合について、McCollumをはじめとするナソロジー学派の研究者は中心位と咬頭嵌合位を一致させることを提唱し、Schuyler、Pankey、Mann、Posselt、Ramfjordらは中心位と咬頭嵌合位との間にロング・セントリックあるいはワイド・セントリックを与えることを提唱した。
　以上のことから、中心位は、20世紀前半から現在に至るまで、様々な分野において研究されてきている。それらの研究は、定義、意義、理想咬合の要素、治療目標、疾患との関係、咬合診断、咬合病治療への応用など多方面におよび、現歯科医療の診断・治療技術に多大な貢献を果たしている。

## 中心位の採得方法
中心位採得には、いくつかの方法がある。
- 両手誘導法[3]
- ジグを利用する方法
- ゴシックアーチ描記による方法
- 患者自身により誘導する方法